# ジャック・スカリア
ジャック・スカリア（Jack Scalia、1950年11月10日 - ）は、アメリカ合衆国の俳優。

## 出演作品
- ジーニアスクラブ
- クラーケンフィールド/HAKAISHIN
- エンドゲーム　大統領最期の日（ハワード大統領）
- パニック・フライト（チャールズ・キーフ）
- アースクエイク
- スネーク　猛毒の大群
- メル
- トマホーク
- パズル
- スウィート・リベンジ
- ブサイクな妖精／愛しのレプリコーン
- ダークブリード
- 殺意のパッション
- サイレンサー/地球侵略
- ストーリーブック　屋根裏の魔法使い
- ターミナルフォース/叛逆のサイバーコップ
- 夢で逢えたら
- 偽装誘拐
- うわさの刑事 テキーラとボネッティ
- アフター・ザ・パニック/サンフランシスコ大地震
- ハードコア・ナイト/殺し方を知っている女
- 疑惑の果て
- ドナー
- 新リバイアサン/リフト
- 愛と哀しみのマンハッタン（上・下）
- 処刑都市
- アマゾネス/女戦士の危険な誓い
- スターメーカー